# Torqueville
Torqueville is een gehucht in de Franse gemeente Envermeu in het departement Seine-Maritime. Het gehucht ligt meer dan een halve kilometer ten westen van het dorpscentrum van Envermeu en is er tegenwoordig mee vergroeid.
Langs Torqueville stroomt de Eaulne.

## Geschiedenis
Oude vermeldingen van de plaats gaan terug tot rond 1100 als Turchetevilla. De 18de-eeuwse Cassinikaart toont hier het plaatsje Torqueville.
Op het eind van het ancien régime eind 18de eeuw, toen de gemeenten werden gecreëerd, werd Torqueville ondergebracht in de gemeente Envermeu.
Auberville-sur-Eaulne · Bray · Le Buc · Envermeu · Hybouville · Saint-Laurent-d'Envermeu · Torqueville